# ادوارد ارچیبالد (ورزشکار)
ادوارد ارچیبالد (انگلیسی: Edward Archibald; ۲۹ مارس ۱۸۸۴ – ۲۰ مارس ۱۹۶۵) ورزشکار دو و میدانی اهل کانادا بود.